# Hamaland
Hamaland, también llamado Hameland, fue un medieval estado vasallo Carolingio en el este de los actuales Países Bajos. Su nombre se originó a partir de los antiguos habitantes de Chamavi que se fusionaron en la recién formada confederación de los  francos. Está situada al este del río IJssel y al sur de Salland, la patria original de los francos Salii y los  Twente y la patria original de los germanos Tuihanti. Hamaland y los Chamavi habían sido gobernados desde la antigüedad por reyes independientes, antes de ser sometidos por los francos carolingios.
A partir del siglo IX hubo un Ducado de Hamaland, cuyos gobernantes poseían grandes partes del centro, este y norte de lo que hoy es Holanda. La misma familia también poseía una gran parte de las propiedades alemanas y más sureñas, probablemente alrededor de Baarle-Nassau. Cuando los Condes gobernantes se extinguieron, Hamaland se convirtió en una de las áreas centrales de los Duques de Guelders. Otros linajes de la familia Hama se hicieron prominentes en el Ducado de Cleves y en los obispados de Utrecht y Munich.
Hoy en día Hamaland es parte de la provincia holandesa de Gelderland.
- Datos: Q778081